# Vicente Galarza Santana
Vicente Galarza Santana [àlies Andrés] (Bunyol, 1918 - Paterna, 1 d'agost de 1947) va ser un polític comunista valencià, sergent durant la Guerra Civil Espanyola, maquis en la Resistència francesa a l'ocupació nazi i guerriller antifranquista.
Al final de la Guerra Civil va fugir a França, on va participar en la resistència a l'ocupació en la qual tenia el rang de comandant de la brigada de la 88a Divisió a Tolosa de Llenguadoc. Va tornar a Espanya el 1946, establint-se a Madrid on es va unir a Pedro Sanz Prades i va constituir la Federació d'Agrupacions Guerrilleres de la Zona Centre. A l'abril del mateix any va constituir, seguint instruccions del Partit Comunista (PCE), la Agrupación guerrillera de Levante y Aragón, establint-se a la zona de Camarena de la Sierra, província de Terol i l'àmbit de la qual d'actuació va ser la mateixa Terol, el sud de la província de Tarragona, una petita zona de la província de Guadalajara, València i Castelló. Dividits en quatre sectors, Galarza va ser nomenat comandant i es va establir a la ciutat de València sota l'aparença d'un representant de perfums. A la seva casa del carrer Conde de Altea s'imprimia la publicació clandestina El Guerrillero, alguns dels nombres del qual van aconseguir els 5.000 exemplars al mes i que eren distribuïts per les zones urbanes. Galarza va ser detingut a la seva casa de València el 20 de gener de 1947, jutjat en un consell de guerra i condemnat a mort, fou executat a Paterna l'1 d'agost del mateix any. El va succeir com a cap guerriller a la zona de Llevant per Ángel Fuertes Vidosa.